# The One With Chandler and Monica's Wedding
"The One with Monica and Chandler's Wedding" es el episodio doble de la serie de televisión cómica Friends. Salió al aire el 17 de mayo de 2001 como el final de la séptima temporada. Por lo general se transmite en un espacio de una hora y es presentado en el DVD como un episodio completo, pero cuando los episodios se dividen, las dos secciones se diferencian como «Parte 1» y «Parte 2».
La parte 1 fue escrita por Greg Malins, la parte 2 fue escrita por David Crane y Marta Kauffman. Ambas partes fueron dirigidas por Kevin S. Bright. El episodio fue visto por 30.05 millones de espectadores, siendo el más visto de la séptima temporada.

## Trama

### Parte 1
Monica está haciendo una lista de las cosas que tienen más posibilidades de salir mal (que justamente parecen ser todos los quehaceres de Rachel), cuando de repente aparece Joey diciendo que obtuvo un papel en la película que él quería, que es relacionada con la Primera Guerra Mundial. Cuando se va, dice: "Voy a luchar contra los nazis", pero Rachel lo corrige diciendo que Estados Unidos peleó contra los nazis solo en la Segunda Guerra Mundial, pero nadie sabe contra quién pelearon. Eventualmente Rachel sugiere que el enemigo había sido México, con Phoebe poniéndose de acuerdo.
En el estudio, Joey ha comenzado a grabar con Richard Crosby (Gary Oldman), quien le escupe mientras dice sus líneas, lo que enoja a Joey. Cuando no puede soportar más, se queja, pero Richard le dice que todos los buenos actores escupen mientras dicen sus líneas. Por lo tanto, cuando comienzan a grabar su próxima escena, Joey y Richard se escupen mutuamente mientras dicen sus líneas. Cuando termina la jornada de filmación, Joey recibe las líneas para el día siguiente. Sin embargo, Joey sabe que no podrá ir, ya que estará oficiando la boda de Monica y Chandler. Debido a que aún se encuentra de mal humor porque deberá trabajar en el momento de la boda, accidentalmente escupe al hombre que le da el guion, mientras le dice que él tiene planes más importantes y que no puede ir.
Chandler y Monica van al ensayo de su boda cuando él escucha su contestadora después que Monica se va, y se da cuenta de la palabra "los Bing". En el ensayo las cosas van bien hasta que los padres de Chandler vienen y las cosas se ponen locas. Cuando la madre de Chandler, Nora Tyler Bing (interpretada por Morgan Fairchild), es presentada a los padres de Monica, Jack y Judy Geller, Jack está en aprietos cuando él le pregunta, "Así que...¿tú eres la mamá o el papá de Chandler?" La madre de Chandler y el padre de Chandler, Charles Bing (interpretado por Kathleen Turner), siguen teniendo peleas. Como consecuencia, Monica le dice a Rachel que los mantenga separados entre sí. Ya que Rachel no sabe cómo el papá de Chandler es, Monica lo describe, diciendo, "el hombre en un vestido negro". Cuando Rachel mira a su alrededor, ve a una mujer en un vestido negro bebiendo un trago, y asume que es el padre de Chandler. Cuando ambas se presentan, la mujer dice su nombre, Amanda, y Rachel responde "Oh, lo entiendo, ¡a-man-duh!" (‘un-hombre, amigo’).
Monica, Phoebe y Rachel están sentadas en la mesa en el apartamento de Monica. Monica se levanta, se dirige a su vestido de novia y le pregunta a Rachel y Phoebe sí alguna quiere estar a cargo de cuidarlo. Rachel se ofrece como voluntaria, pero Monica la ignora ya que piensa que Rachel es irresponsable. Rachel se siente dolida cuando se ofrece como voluntaria dos veces y Monica no le da la responsabilidad. Ella dice que puede ser responsable, haciendo sentir a Monica como si la estuviera juzgando mal. Ella se disculpa a Rachel y le da la responsabilidad.
Mientras tanto, Ross llega al apartamento de Joey buscando a Chandler. Justo en ese momento, Joey entra a la habitación vistiendo unos lentes de sol Ray-Ban, porque su coestrella sigue escupiéndolo cuando dice sus líneas. Ross continúa buscando a su amigo y va a la habitación de Rachel. Al no encontrarlo, se dirige a la puerta. Al lado del teléfono encuentra un pedazo de papel amarillo, es una nota de Chandler diciendo: "Dile a Monica que lo siento". Ross inmediatamente se dirige al pasillo para el apartamento de Monica, Rachel abre la puerta cuando Monica está en su habitación, y Ross le explica la situación. Un poco después, Phoebe llega a la puerta para descubrir que está pasando y cuando Rachel le entrega la nota sin que le expliquen la situación, Phoebe asume que Ross la ha escrito y le dice que él mismo le diga a Monica que lo siente.
A la mañana siguiente, Ross llega al apartamento de Monica y le informa a Rachel y Phoebe que todavía no ha encontrado a Chandler. Cuando él se va, Monica sale de su habitación emocionada y comienza a prepararse. Viendo que Chandler todavía no ha sido encontrado y Monica está emocionada por su día de bodas, Rachel comienza a entrar en pánico y llora. En ese momento, Phoebe la lleva al baño porque Monica no puede ver a Rachel en ese estado o ella sabrá que algo está mal. Cuando están allí, Phoebe encuentra una prueba de embarazo en la basura y se da cuenta de que Monica está embarazada.

### Parte 2
Ross le dice a Rachel que detenga a Monica así él puede tener más tiempo para buscar a Chandler y Phoebe decide ayudarlo a buscar, ya que piensa que Ross no es muy bueno en eso. Cuando Monica sale de su habitación para comenzar a prepararse para su boda, Rachel la distrae diciendo: "Yo nunca me casaré" y comienza a llorar. Cuando esto no funciona, Rachel prueba otras tácticas, hasta que Monica se da cuenta de que algo está pasando. Rachel decide decirle a Monica, comenzando diciendo que no importa lo que pase, ella, y todos los demás estarán para ella...
Mientras tanto, cuando Ross y Phoebe no pueden encontrar a Chandler, Ross le pregunta a Phoebe adónde iría sí ella fuera Chandler. La siguiente escena es grabada con Ross y Phoebe llegando a la oficina de Chandler, para encontrarlo confundido sentado en su escritorio. Ross convence a Chandler para regresar al apartamento y comenzar a prepararse, haciendo una cosa a la vez, no pensando en la meta. De vuelta al apartamento de Monica, Rachel está a punto de revelarle que no pueden encontrar a Chandler, y dice "No podemos encontrar a Chandler...". En este punto, Phoebe abre la puerta y le da una señal que todo está bien y Rachel rápidamente cambia de tema, "el chaleco de Chandler," controlando la situación.
En el estudio, Joey está atrapado grabando en una escena fácil una y otra vez ya que Richard está borracho y apenas puede estar concentrado. El director le hace muy claro a Joey que él no se puede ir hasta que las escenas terminen o hasta que Richard esté consciente, así que Joey convence a Richard que han completado las escenas y lo envía a casa.
En el hotel, todo está preparado para la boda cuando Joey llama a Rachel para decirle que llegará tarde. Mientras tanto, Ross vigila a Chandler. Chandler sale a fumar un cigarillo cuando escucha a Phoebe y Rachel venir, así que se esconde en una habitación para esconderse. Escucha que Monica está embarazada y se va de nuevo. Rachel descubre que otra boda está terminando en el mismo hotel y convence al ministro a prepararla en caso de que Joey no llegue a tiempo. Mientras tanto, Ross y Phoebe encuentran a Chandler de nuevo, quién admite que huyó hasta que vio un vestido de un bebé en la tienda de regalos del hotel y se da cuenta de que alguien tan pequeño no puede ser tan aterrador. Luego va con Phoebe y Ross a la boda, aunque él todavía está asustado.
A medida que la ceremonia comienza, Joey finalmente llega y toma su lugar entre Monica y Chandler, accidentalmente dejando saber que Chandler pensó dos veces las cosas sobre la boda. Monica y Chandler se dicen sus votos que son muy tiernos y revelan que tan perfectos son como pareja. Cuando la ceremonia termina, Chandler le dice a Monica que él sabe sobre su embarazo pero Monica niega esto. Phoebe luego se gira a Rachel y dice, "Wow...ella tendrá un bebé", Rachel responde con lágrimas, "Sí..., sí lo hará...". La cámara hace un acercamiento a Rachel mostrándola preocupada y muy emocionada, dejando a la audiencia saber que es ella quien está embarazada.

## Producción
El show fue filmado en más de dos semanas, con todas las escenas filmadas por Gary Oldman en la primera semana. La boda fue filmada en la segunda semana, con una grabación filmada de Rachel después que la audiencia se había ido.

## Trivia
- Chandler y Monica se casan con "A Groovy Kind of Love."
- La segunda parte se desarrolla una interpretación de violón de "Everlong" por Foo Fighters.
- Uno de los nombres del ortodoxo griego en la boda, Anastassakis, es el apellido original de Jennifer Aniston.

## Recepción
La primera parte tuvo una clasificación de 9.1 en TV.com y la segunda parte con un poco más alto, 9.2 Gary Oldman recibió una nominación en la categoría de "Mejor Actor Invitado en una Serie de Comedia" en los premios Emmy, por su interpretación de Richard Crosby.

## Reparto adicional
- Gary Oldman como Richard Crosby
- Kathleen Turner como Helena/Charles
- Elliot Gould como Jack Geller
- Morgan Fairchild como Nora
- James Michael Tyler como Gunther
- Mark Roberts como el director
- Christina Pickles como Judy Geller